# جشنواره بین‌المللی فیلم‌های فوق‌العاده بوچئون
جشنواره بین‌المللی فیلم‌های فوق‌العاده بوچئون (انگلیسی: Bucheon International Fantastic Film Festival) یا BiFan، جشنواره فیلم بین‌المللی است که هر سال در ماه ژوئیه در بوچئون، کره جنوبی برگزار می‌شود.